# Camilla Sundberg
Camilla Nyberg Mollung, fd. Sundberg, född 1972 i Eda i Värmland, är en svensk bildkonstnär och konceptkonstnär.
Nyberg Mollung studerade textillärarprogrammet vid Göteborgs universitet 1993-1996, samt Tegning form og farge vid Högskolen i Oslo 1996-1997. Hon har bland annat medverkat i utställningarna Länssalongen på Jönköpings läns museum , Smålandssalongen för foto på Värnamo konstarkiv, Filmfestivalen Studio Zeugma och Showroom Gallerie i Jönköping, Bredaryds kulturdag, Galleri Mikrokosmos i Vadstena och på Konstnärsgården i Jönköping. Tillsammans med Fredrik Mauler representerade hon Jönköpings kommun på Rakvere Konsthall i Estland. 
Bland hennes offentliga utsmyckningar märks Rosenlundsskolan i Jönköping.
Hon har tilldelats Jönköpings Kommuns kulturstipendium 2003 och Landstinget i Jönköpings Läns arbetsstipendium för kulturarbetare 2003.
Nyberg Mollung är representerad i Jönköpings kommun och i ett flertal konstföreningar.